# Yael Arad
Yael Arad (em hebraico:  יעל ארד; nascida em 1 de maio de 1967) é uma ex-judoca de Israel. Ela conquistou a medalha de prata na categoria até 61 quilos do judô nos Jogos Olímpicos de Verão de 1992 em Barcelona.